# HD 165978
HD 165978，又名CD-3213814，SAO 209794、HR 6777，是一颗恒星，视星等为6.43，位于銀經359.32，銀緯-6.42，其B1900.0坐标为赤經18h 3m 26.7s，赤緯-32° -6.42′ 55″。